# Earl Watson
Pour les articles homonymes, voir Watson.
Earl Joseph Watson, né le 12 juin 1979 à Kansas City au Kansas, est un joueur et entraîneur américano-mexicain de basket-ball. Il évolue durant sa carrière au poste de meneur.

## Biographie
Il est marié depuis le 16 mai 2009 avec Jennifer Nicole Freeman et ils ont eu une fille prénommé Isabella Amour Watson, née le 1er octobre 2009. Leur divorce est prononcé[réf. nécessaire].
En juillet 2021, Watson devient l'un des adjoints de l'entraîneur Nick Nurse aux Raptors de Toronto.

## Records sur une rencontre en NBA
Les records personnels d'Earl Watson en NBA sont les suivants, :
| Type de statistique        | Saison régulière | Saison régulière       | Saison régulière | Playoffs | Playoffs             | Playoffs      |
| Type de statistique        | Record           | Adversaire             | Date             | Record   | Adversaire           | Date          |
| -------------------------- | ---------------- | ---------------------- | ---------------- | -------- | -------------------- | ------------- |
| Points                     | 28               | Nuggets de Denver      | 1er avril 2007   | 13       | Spurs de San Antonio | 25 avril 2004 |
| Paniers marqués            | 11               | Grizzlies de Memphis   | 19 février 2008  | 5        | Spurs de San Antonio | 25 avril 2004 |
| Paniers tentés             | 20               | Nuggets de Denver      | 1er avril 2007   | 9        | Spurs de San Antonio | 25 avril 2004 |
| Paniers à 3 points réussis | 6                | 4 fois                 | 4 fois           | 1        | Suns de Phoenix      | 1er mai 2005  |
| Paniers à 3 points tentés  | 15               | Nuggets de Denver      | 1er avril 2007   | 3        | 2 fois               | 2 fois        |
| Lancers francs réussis     | 8                | Suns de Phoenix        | 13 janvier 2010  | 3        | Spurs de San Antonio | 25 avril 2004 |
| Lancers francs tentés      | 11               | Kings de Sacramento    | 30 novembre 2004 | 3        | Spurs de San Antonio | 25 avril 2004 |
| Rebonds offensifs          | 5                | Grizzlies de Memphis   | 30 décembre 2009 | 3        | Spurs de San Antonio | 25 avril 2004 |
| Rebonds défensifs          | 10               | @ Kings de Sacramento  | 6 février 2008   | 4        | @ Suns de Phoenix    | 24 avril 2005 |
| Rebonds totaux             | 10               | 2 fois                 | 2 fois           | 4        | 2 fois               | 2 fois        |
| Passes décisives           | 16               | Jazz de l'Utah         | 12 janvier 2007  | 5        | Suns de Phoenix      | 1er mai 2005  |
| Interceptions              | 6                | 2 fois                 | 2 fois           | 2        | 2 fois               | 2 fois        |
| Contres                    | 3                | @ Spurs de San Antonio | 15 décembre 2003 | 1        | Suns de Phoenix      | 1er mai 2005  |
| Balles perdues             | 7                | @ Jazz de l'Utah       | 5 février 2003   | 2        | 3 fois               | 3 fois        |
| Minutes jouées             | 47               | Suns de Phoenix        | 10 janvier 2006  | 21       | Spurs de San Antonio | 25 avril 2004 |

- Double-double : 21
- Triple-double : 1